# 3C 303
3سي 303 هيَ مجرة زايفرت تُشبه شكل النجم الزائف، تتواجد في كوكبة العواء.